# Banquo

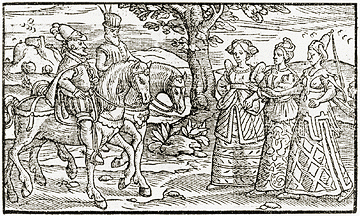
Macbeth e Banquo encontram as Três Bruxas. Ilustração das Crónicas de Holinshed (1587)

Banquo é um personagem da tragédia Macbeth, de William Shakespeare. Além da peça teatral, Banquo aparece mencionado em crônicas históricas renascentistas, porém é provável que seja um antepassado lendário da Casa de Stuart, sem existência histórica real.

## EmMacbeth
Assim como o personagem-título, Banquo é capitão do exército do rei Duncan, e ambos desempenham-se heroicamente numa guerra civil que assola o reino. Regressando do campo de batalha, os dois se encontram com Três Bruxas que profetizam que Macbeth será rei da Escócia. Quanto a Banquo, as bruxas avisam que ele não será rei propriamente, mais sim seus descendentes. Macbeth, levado pela ambição e incitado por sua esposa, Lady Macbeth, mata o rei Duncan quando este dormia em seu castelo em Inverness.

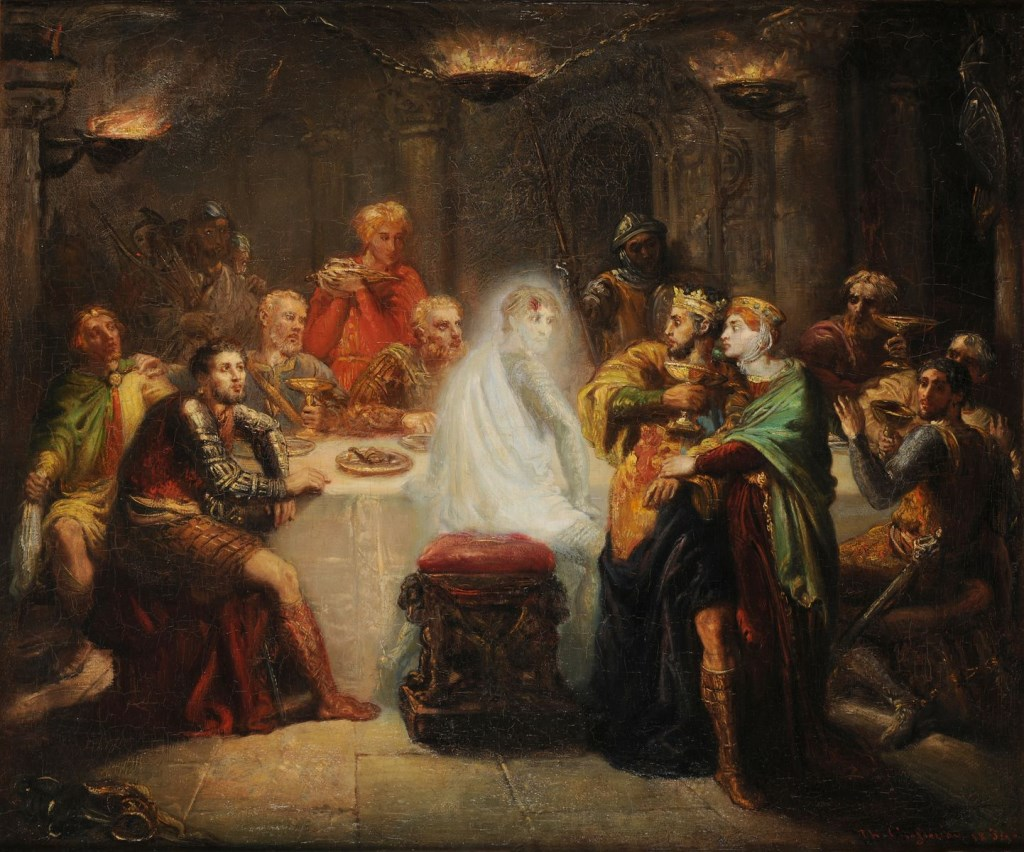
Théodore Chassériau (1819–1856), O Fantasma de Banquo 1855

Já rei, Macbeth lembra da profecia das bruxas e passa a temer Banquo. Contrata então assassinos para matá-lo junto com seu filho, Fleance. No ataque, porém, Banquo é morto mas o filho consegue escapar. Vendo que o herdeiro de Banquo continua vivo, Macbeth desespera-se ao perceber que a profecia das bruxas irá cumprir-se. Logo após o assassinato, em meio a um delírio, Macbeth vê o fantasma de Banquo sentado à mesa de seu castelo, durante um banquete que oferecia a seus nobres. Mais tarde, frente às bruxas, Macbeth novamente tem uma visão de Banquo, desta vez acompanhado por sua longa descendência real.
No final da obra, Macbeth é assassinado e o legítimo herdeiro de Duncan, Malcolm, é feito rei.